# Evertsberg
Evertsberg is een plaats in de gemeente Älvdalen in het landschap Dalarna en de provincie Dalarnas län in Zweden. De plaats heeft 285 inwoners (2005) en een oppervlakte van 170 hectare. De langlaufwedstrijd Wasaloop gaat door de plaats.